# Filip Chytil
Filip Chytil (* 5. září 1999 Kroměříž) je český hokejový útočník momentálně působící v týmu Vancouver Canucks v NHL. Hraje buď na pozici centra a nebo na levém křídle.

## Kariéra
V roce 2016 poprvé česká reprezentace do 18 let s Chytilem vyhrála domácí turnaj Memoriál Ivana Hlinky. Filip Chytil na turnaji zaznamenal tři góly a jednu asistenci v pěti zápasech.
Na mistrovství světa 2018 vstřelil svou první branku proti Rakouské reprezentaci brankáři David Kickert, stal se nejmladším českým střelcem na mistrovství světa. Překonal rekord Martina Havláta, jemuž skóroval v roce 2000 v Petrohradě dvanáct dní po 19. narozeninách. Chytilovi bylo 18 let a osm měsíců. Rekord dlouho nevydržel, na mistrovství světa 2022 se v utkání proti Velké Británii trefil obránce David Jiříček, kterému bylo 18 let a 5 měsíců.
Vzhledem k povedenému turnaji Chytil dostal šanci v prvním týmu Aukro Berani Zlín. V sezóně odehrál 38 zápasů, během kterých upoutal svou hrou a v následném červnovém draftu NHL si ho jako 21. hráče v pořadí vybral New York Rangers. V červenci podepsal s klubem tříletou nováčkovskou smlouvu a 5. října 2017, tedy 30 dní po dovršení 18 let, odehrál svůj první zápas v NHL proti Coloradu, čímž se stal nejmladším českým hokejistou v historii, který nastoupil k zápasu v NHL.
Filip Chytil se stal prvním hráčem do dvaceti let, který v dresu klubu New York Rangers skóroval v pěti zápasech za sebou. Zároveň se stal prvním českým teenagerem, jenž se pětkrát v řadě zapsal mezi střelce. Překonal tak počin Radka Dvořáka ze sezony 1995/1996.

## Prvenství
- Debut v NHL – 5. října 2017 (New York Rangers proti Colorado Avalanche)
- První asistence v NHL – 26. března 2018 (New York Rangers proti Washington Capitals)
- První gól v NHL – 30. března 2018 (New York Rangers proti Tampa Bay Lightning, kanadskému brankáři Louis Domingue)

## Klubová statistika
| Sezóna      | Klub               | Soutěž      |     | Základní část | Základní část | Základní část | Základní část | Základní část |   | Play off | Play off | Play off | Play off | Play off |
| Sezóna      | Klub               | Soutěž      | Z   | G             | A             | B             | TM            | Z             | G | A        | B        | TM       |          |          |
| 2013/2014   | PSG Zlín           | ČHL-16      | 24  | 11            | 10            | 21            | 8             | 3             | 1 | 1        | 2        | 0        |          |          |
| 2014/2015   | PSG Zlín           | ČHL-16      | 25  | 30            | 18            | 48            | 16            | 5             | 4 | 6        | 10       | 6        |          |          |
| 2015/2016   | PSG Zlín           | ČHL-18      | 19  | 6             | 3             | 9             | 10            | —             | — | —        | —        | —        |          |          |
| 2016/2017   | PSG Zlín           | ČHL-20      | 2   | 0             | 0             | 0             | 0             | 1             | 0 | 0        | 0        | 0        |          |          |
| 2016/2017   | PSG Zlín           | ČHL         | 38  | 4             | 4             | 8             | 16            | 2             | 1 | 1        | 2        | 0        |          |          |
| 2017/2018   | New York Rangers   | NHL         | 9   | 1             | 2             | 3             | 4             | —             | — | —        | —        | —        |          |          |
| 2017/2018   | Hartford Wolf Pack | AHL         | 46  | 11            | 20            | 31            | 6             | —             | — | —        | —        | —        |          |          |
| 2018/2019   | New York Rangers   | NHL         | 75  | 11            | 12            | 23            | 8             | —             | — | —        | —        | —        |          |          |
| 2019/2020   | New York Rangers   | NHL         | 60  | 14            | 9             | 23            | 10            | 3             | 0 | 0        | 0        | 2        |          |          |
| 2019/2020   | Hartford Wolf Pack | AHL         | 9   | 3             | 6             | 9             | 2             | —             | — | —        | —        | —        |          |          |
| 2020/2021   | New York Rangers   | NHL         | 42  | 8             | 14            | 22            | 10            | —             | — | —        | —        | —        |          |          |
| 2021/2022   | New York Rangers   | NHL         | 67  | 8             | 14            | 22            | 14            | 19            | 7 | 2        | 9        | 4        |          |          |
| 2022/2023   | New York Rangers   | NHL         | 74  | 22            | 23            | 45            | 30            | 7             | 1 | 3        | 4        | 0        |          |          |
| 2023/2024   | New York Rangers   | NHL         | 10  | 0             | 6             | 6             | 4             | 6             | 0 | 0        | 0        | 2        |          |          |
| 2024/2025   | New York Rangers   | NHL         | 41  | 11            | 9             | 20            | 14            | —             | — | —        | —        | —        |          |          |
| 2024/2025   | Vancouver Canucks  | NHL         | 15  | 2             | 4             | 6             | 4             | —             | — | —        | —        | —        |          |          |
| ČHL celkově | ČHL celkově        | ČHL celkově | 38  | 4             | 4             | 8             | 16            | 2             | 1 | 1        | 2        | 0        |          |          |
| NHL celkově | NHL celkově        | NHL celkově | 393 | 77            | 93            | 170           | 98            | 36            | 8 | 5        | 13       | 8        |          |          |

## Reprezentace
| Rok                       | Tým                       | Soutěž                    | Z  | G | A | B  | TM |
| ------------------------- | ------------------------- | ------------------------- | -- | - | - | -- | -- |
| 2016                      | Česko 18                  | MIH                       | 4  | 2 | 1 | 3  | 0  |
| 2017                      | Česko 18                  | MS-18                     | 5  | 2 | 3 | 5  | 2  |
| 2018                      | Česko 20                  | MSJ                       | 7  | 2 | 2 | 4  | 0  |
| 2018                      | Česko                     | MS                        | 7  | 1 | 1 | 2  | 2  |
| 2021                      | Česko                     | MS                        | 8  | 2 | 2 | 4  | 2  |
| 2023                      | Česko                     | MS                        | 1  | 0 | 1 | 1  | 2  |
| Juniorská kariéra celkově | Juniorská kariéra celkově | Juniorská kariéra celkově | 21 | 6 | 7 | 13 | 2  |
| Seniorská kariéra celkově | Seniorská kariéra celkově | Seniorská kariéra celkově | 15 | 3 | 3 | 6  | 4  |